# Gerard Coca i Toledano
Gerard Coca i Toledano (Reus, Baix Camp, 29 de setembre de 1982) ha estat portaveu nacional de les Joventuts d'Esquerra Republicana de Catalunya (JERC). És estudiant de Ciències Polítiques a la UOC i militant d'ERC i de les JERC des de 2003. Va ser portaveu de la Federació de les JERC de Barcelona des del desembre de 2005 fins a l'octubre de 2007. En el XXI Congrés de les JERC celebrat el novembre de 2007 en fou escollit portaveu nacional en substitució de Pere Aragonès i Garcia. Va ser reelegit portaveu nacional en el XXII Congrés (novembre de 2009), estant al capdavant de l'organització fins al març de 2011, quan el XXIII Congrés Nacional escull Gerard Gómez del Moral nou portaveu nacional.